# Gerald Kazanowski
Gerald François Kazanowski (Nanaimo, 12 ottobre 1960) è un ex cestista canadese.

## Carriera
Venne selezionato dagli Utah Jazz al settimo giro del Draft NBA 1983 (146ª scelta assoluta).
Con il Canada disputò due edizioni dei Giochi olimpici (Los Angeles 1984, Seul 1988), tre dei Campionati mondiali (1982, 1986, 1990) e tre dei Campionati americani (1984, 1989, 1992).